# William Thomas Blanford
William Thomas Blanford (Londres, 7 de octubre de 1832 - 23 de junio de 1905) fue un geólogo y naturalista británico.

## Biografía
Blanford nació en Londres. Fue educado en las escuelas privadas en Brighton y París. Con idea de adoptar una carrera comercial pasó dos años en Civitavecchia. De vuelta al Reino Unido en 1851 ingresó en la Escuela Real de Minas, con su hermano menor, Enrique F. Blanford (1834-1893), quien encabezaría el Departamento meteorológico de la India. Luego pasó diez años en la Escuela de Minas de Freiberg (Sajonia) y hacia el final de 1854 él y su hermano obtuvieron puestos en el Servicio Geológico de la India. Permaneció 27 años hasta su jubilación en 1882.
Trabajó en varias partes de la India, Raniganj, en las minas de carbón en Bombay y en las situadas cerca de Talcher donde hay bloques erráticos llevados allí por el hielo, son descubiertos en los estratos de Talcher. Un descubrimiento confirmado por las observaciones posteriores de otros geólogos en otras regiones.
No sólo se centró en geología, sino también en zoología, especialmente en los moluscos terrestres y los vertebrados. En 1866 se unió a la punitiva expedición británica a Abisinia, y acompañó al ejército para Magdala. De 1871 a 1872 fue nombrado miembro de la Comisión de fronteras del Pérsico. Aprovechó todas las oportunidades durante esos viajes para estudiar la historia natural de esos países.

## Honores
Por sus contribuciones a la geología, Blanford recibió en 1883 la medalla Wollaston de la Sociedad Geológica de Londres y por su trabajo en la zoología y la geología de la India la Medalla Royal en 1901. Fue elegido miembro de la Royal Society en 1874 y presidente de la Sociedad Geológica de Londres en 1888.

### Eponimia
- Blanfordia A. Adams, 1863[1]

## Obra
- 1922. Birds - volume 1 - con Edward Charles Stuart Baker y con Eugene William Oates
- 1908. Mollusca: Testacellidae and Zonitidae, Taylor & Francis, Londres
- 1901. The distribution of vertebrate animals in India, Ceylon, and Burma. Publicó Royal Society por Dulau & Co. Londres
- 1889-1898 : con Eugene William Oates (1845-1911), Fauna of British India
- 1888-1891. The fauna of British India, including Ceylon and Burma. Mammalia, Taylor & Francis, Londres
- 1879. A manual of the geology of India - volume 2 - con Henry Benedict Medlicott, Valentine Ball, Frederick Richard Mallet
- 1870. Observations on the geology and zoology of Abyssinia, made during the progress of the British expedition to that country in 1867-68. Macmillan & Co. Londres
- 1876. Eastern Persia - An Account of the Journeys of the Persian Border Commission 1870-71-72; Volume I: The Geography, 1876; Reprint Elibron Classics, 2000 ISBN 978-1-4021-8340-9, v. II The Zoology and Geology, reprint 2000
- Observations on the Geology and Zoology of Abyssinia
- 1888: Mammalia
- 1889: Birds - v. 1 con Eugene William Oates
- 1889: Birds - v. 2 con Eugene William Oates
- 1889: Birds - v. 3 con Eugene William Oates
- 1889: Birds - v. 4 con Eugene William Oates

## Abreviatura (zoología)
La abreviatura Blanford  se emplea para indicar a William Thomas Blanford como autoridad en la descripción y taxonomía en zoología.